# 퍼시픽 사이언스 센터

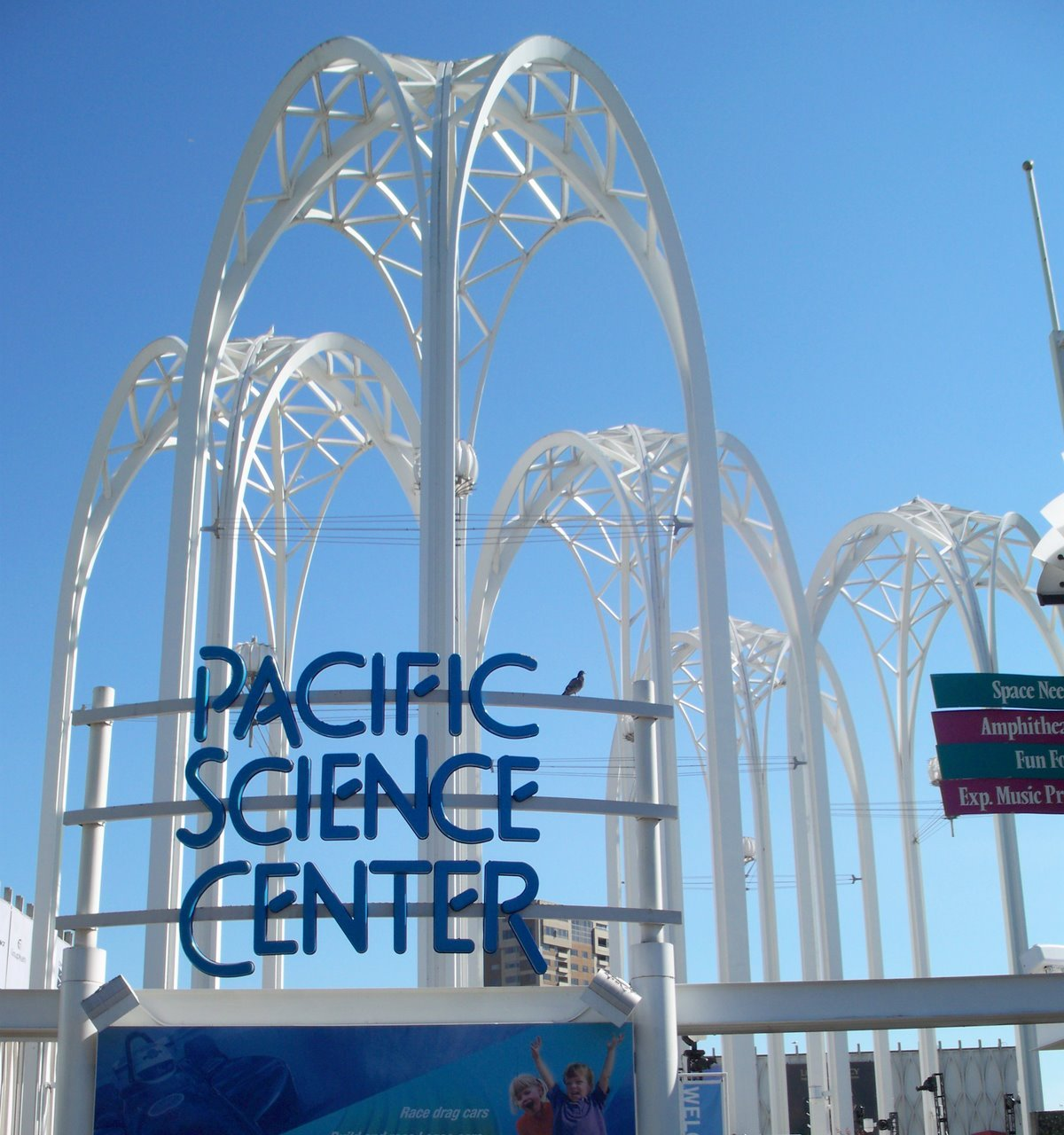
퍼시픽 사이언스 센터

퍼시픽 사이언스 센터(영어: Pacific Science Center)은 미국 워싱턴주 시애틀에 위치한 과학 박물관이다. 1962년 세계 박람회 당시 설립되었으며, 박람회를 개최하는 장소로 처음 지어졌다.